# Parasphaeria boleiriana
Parasphaeria boleiriana är en kackerlacksart som beskrevs av Philippe Grandcolas och Roseli Pellens 2002. Parasphaeria boleiriana ingår i släktet Parasphaeria och familjen jättekackerlackor. Inga underarter finns listade i Catalogue of Life.